# تویالیاس
تویالیاس (به لاتین: Tuyalyas) یک منطقهٔ مسکونی در روسیه است که در باشقیرستان واقع شده‌است.